# Mazapán de la Rosa
El Mazapán de la Rosa es un dulce de pequeño tamaño de origen mexicano, elaborado con azúcar, cacahuate y saborizante artificial, y es el producto estrella del grupo empresarial mexicano Dulces de la Rosa, con sede en Tlajomulco, Jalisco, México. Se trata de una de las botanas más populares del país, cuyo origen se remonta a los años 1950. La receta surgió del mazapán, un dulce típico de España que originalmente se hacía con almendras.

## Historia
Entre 1948 y 1950, el matrimonio de Don Jesús Michel González y Doña Elvira Velasco Rolón abren un negocio de dulces en Guadalajara, Jalisco, para mantener a su numerosa familia de trece hijos. Durante los primeros años, la empresa, que se llamaba Conitas, vendió diversos tipos de dulces: grageas, paletas y caramelos. No fue hasta 1950, cuando crearon la receta del Mazapán de la Rosa, inspirado en la receta original española de mazapán pero con un cambio: el uso de cacahuate en vez de almendra, ya que este fruto seco era más barato. Tampoco lleva huevos, mientras que la receta original sí. 
En un principio, el emblema de los mazapanes Conitas no fue una rosa, sino tres fresitas. Sin embargo, al tiempo que comenzaron a promocionar su nuevo producto y se hacía más popular, otra empresa que también vendía mazapanes amenazó con demandarles porque su logotipo eran tres cerezas y ambos se veían bastante parecidos. El señor Michel decidió cambiar las fresas por una rosa, ya que por aquel entonces, Guadalajara se promocionaba como «la ciudad de las rosas».
En 2018, con motivo del Día Mundial del Mazapán (12 de enero), la empresa Dulces de la Rosa cocinó el mazapán más grande del mundo, rompiendo un Récord Guiness, en un evento que organizaron con el ayuntamiento en la Plaza Fundadores de Guadalajara.

## Consumo
Generalmente, el Mazapán de la Rosa se vende en las tienditas, y varios mercados y supermercados en México y los Estados Unidos, y se consume como botana o golosina. Sin embargo, también se pueden cocinar postres con el mazapán, como el helado de Mazapán de la Rosa, el agua fresca de Mazapán de la Rosa, natillas de Mazapán de la Rosa y hasta conchas de Mazapán de la Rosa.

## Variedades

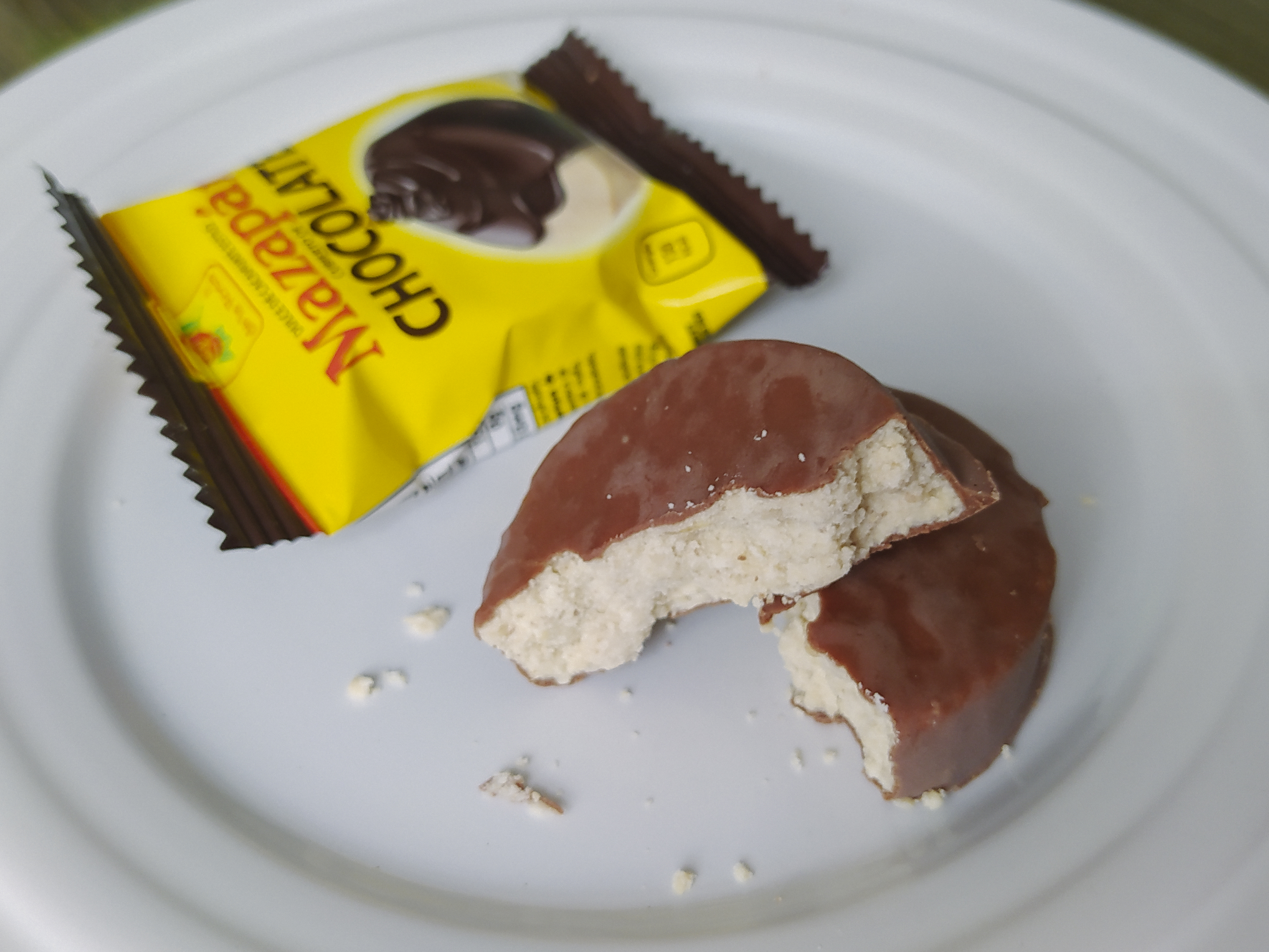
Empaque y mazapán cubierto con chocolate.

Además de los mazapanes populares, la empresa Dulces de la Rosa también cuenta con una línea de mazapanes sin azúcar y cubiertos de chocolate en dos tamaños diferentes, el mediano de 25 g, y el gigante de 66 g. La cobertura de chocolate se realiza con licor de cacao, azúcar, manteca de cacao, leche, etc. El mazapán gigante cuenta con la capacidad de contener doble relleno.

## Galería

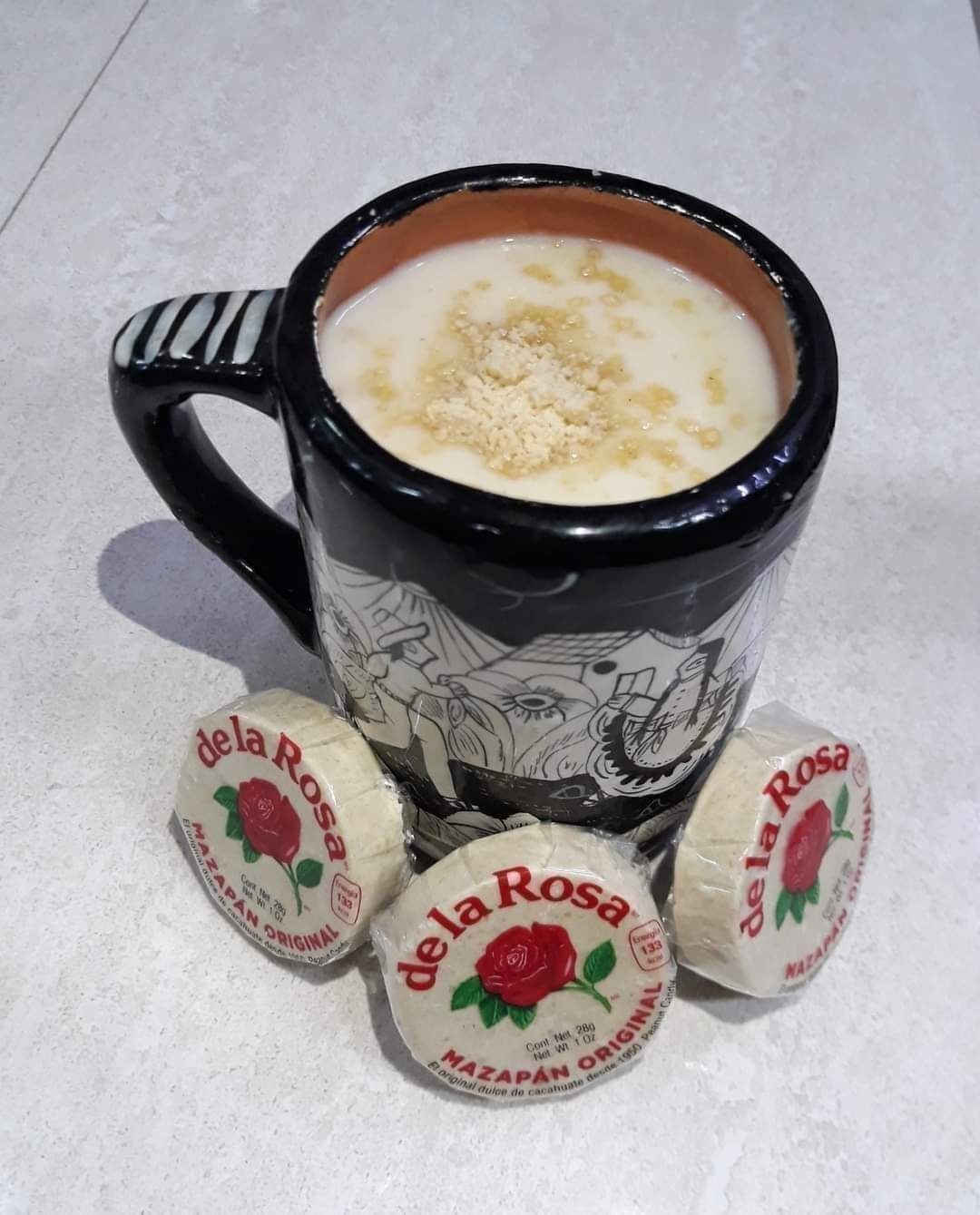
Agua de Mazapán de la Rosa.